# تیم ملی بسکتبال بوتان
تیم ملی بسکتبال بوتان نماینده بوتان در مسابقات بین‌المللی بسکتبال است. این تیم توسط فدراسیون بسکتبال بوتان کنترل می‌شود.